# Guilgul
Guilgul ou Gilgul/Gilgul neshamot/Gilgulei Ha Neshamot (hebraico, Plural: Gilgulim) é um conceito de reencarnação no misticismo esotérico cabalístico. Em hebraico, a palavra gilgul significa "ciclo" ou "roda" e neshamot é o plural para  "almas". As almas são vistas como percorrendo ciclos através de vidas ou encarnações, sendo ligadas a diferentes corpos humanos ao longo do tempo. O corpo com o qual eles se associam depende de sua tarefa específica no mundo físico, dos níveis espirituais dos corpos dos predecessores e assim por diante. O conceito refere-se aos processos mais amplos da história na Cabalá, envolvendo o Tikkun cósmico (retificação messiânica) e a dinâmica histórica das Luzes ascendentes e dos Vasos descendentes de geração em geração.
As explicações esotéricas de gilgul foram articuladas no misticismo judaico por Isaac Luria no século XVI, como parte do objetivo metafísico da Criação.

## História no pensamento judaico
A crença na reencarnação existiu primeiro entre místicos judeus na Idade Média, entre diferentes explicações dadas sobre a vida após a morte, embora com uma crença universal em uma alma imortal. Inicialmente estranha à tradição judaica, ela começou a surgir no século VIII, possivelmente influenciada por místicos muçulmanos, ganhando aceitação entre os caraítas e dissidentes judeus, estando conectada primeiramente a Anan ben David, o fundador do caraísmo. Foi mencionada pela primeira vez na literatura judaica por Saadia, que a criticou. Contudo, foi uma crença minoritária, enfrentando pouca resistência até a expansão da Cabala no século XII. O "Livro do Brilho" (Sefer ha-bahir) desse período introduziu conceitos como a transmigração das almas, fortalecendo a base da Cabala com simbolismo místico. A crença caraíta na reencarnação, por outro lado, foi criticada por figuras como Jacob Qirqisani, sendo eventualmente abandonada.
Apesar de não ser amplamente aceita no judaísmo ortodoxo, a doutrina da reencarnação atraiu alguns judeus modernos envolvidos no misticismo. O judaísmo hassídico e seguidores da Cabala mantiveram firmeza na crença na transmigração das almas, enquanto outros ramos do judaísmo, como o reformista, conservador e ortodoxo, não a ensinam. Hoje, a reencarnação é uma crença esotérica dentro de muitas correntes do judaísmo moderno, mas não é um princípio essencial do judaísmo tradicional. Não é mencionado em fontes clássicas tradicionais, como a Bíblia Hebraica, as obras rabínicas clássicas (Mishnah e Talmud) ou os 13 princípios de fé de Maimônides. 
Alguns estudiosos interpretaram textos de Josefo como referências à crença na reencarnação entre os fariseus, mas a maioria dos estudiosos discorda dessa interpretação. A Cabala (misticismo judaico), no entanto, ensina uma crença em gilgul, transmigração de almas, e, portanto, a crença é universal no judaísmo  chassídico, que considera a Cabala como sagrada e autoritária. A Cabala também interpretou textos bíblicos, como Eclesiastes 1:4, em termos de gilgul.
Entre os rabinos conhecidos que rejeitaram a ideia de reencarnação estão Saadia Gaon, David Kimhi, Hasdai Crescas, Jedaiah ben Abraham Bedersi (início do século XIV), Joseph Albo, Abraham ibn Daud, Jacob Qirqisani e Leon de Modena. Entre os Gueonim, Hai Gaon discutiu com Saadia Gaon em favor das gilgulim. 
Os rabinos que acreditavam na ideia de reencarnação incluem, desde os tempos medievais: os líderes místicos Nachmânides e Bahya ben Asher; do século XVI: Levi ibn Habib, e, da escola mística de Safed, Shlomo Halevi Alkabetz, Isaac Luria e seu expoente Hayyim ben Joseph Vital; e a partir do século XVIII: o fundador do judaísmo  chassídico, o Baal Shem Tov, posteriormente os mestres chassídicos e o líder ortodoxo judaico lituano e cabalista Vilna Gaon; e - entre outros - do século XIX/XX: Yosef Hayyim, autor de Ben Ish Hai. 
O renascimento místico do século XVI na Safed comunal marcou um desenvolvimento importante no pensamento cabalístico, com um impacto significativo nos círculos místicos e na espiritualidade judaica. Foi também a época em que a Cabala foi mais amplamente disseminada. Nesse contexto, Isaac Luria ensinou novas explicações sobre o processo de gilgul e identificação das reencarnações de figuras judaicas históricas, que foram compiladas por Hayyim ben Joseph Vital em seu Shaar HaGilgulim. 
A ideia de gilgul tornou-se popular na crença popular judaica e é encontrada em muita literatura iídiche entre os  judeus asquenazes.